# Tini nindzsa teknőcök (film, 1990)
A Tini nindzsa teknőcök 1990-ben bemutatott amerikai akcióvígjáték. A filmmel azonos című, 1984-ben megjelent képregénysorozat alapján készült. A film a Golden Harvest filmstúdió által készült. A filmet Steve Barron rendezte.
Hé, srácok, ez nem a rajzfilm!

## Szereplők
| Szerep             | Eredeti hang     | Magyar hang           |
| ------------------ | ---------------- | --------------------- |
| Leonardo           | Brian Tochi      | Bor Zoltán            |
| Michelangelo       | Robbie Rist      | László Zsolt          |
| Donatello          | Corey Feldman    | Csonka András         |
| Raffaello          | Josh Pais        | Rékasi Károly         |
| Szecska mester     | Kevin Clash      | Sinkovits Imre        |
| Szerep             | Színész          | Magyar hang           |
| April O'Neil       | Judith Hoag      | Menszátor Magdolna    |
| Casey Jones        | Elias Koteas     | Széles László         |
| Zúzó / Oroku Saki  | James Saito      | Kristóf Tibor         |
| Charles Pennington | Jay Patterson    | Gáti Oszkár           |
| Danny Pennington   | Michael Turney   | Kolovratnik Krisztián |
| Sterns rendőrfőnök | Raymond Serra    | Horkai János          |
| Tatsu              | Toshiro Obata    | Jakab Csaba           |
| June               | Kitty Fitzgibbon | Simorjay Emese        |
| Hangadó srác       | Sam Rockwell     | Bartucz Attila        |
| Bandavezér         | David Forman     | Bede-Fazekas Szabolcs |
| Pizzafutár         | Michelan Sisti   | Fekete Zoltán         |
| Láb klán küldönc   | Leif Tilden      | Haás Vander Péter     |